# Ochyrocera coerulea
Ochyrocera coerulea là một loài nhện trong họ Ochyroceratidae. Loài này phân bố ở Brasil.